# Hoofdverkeersroute A
De Hoofdverkeersroute A was volgens de lettering van hoofdverkeersroutes de weg van Amsterdam via de Afsluitdijk, Leeuwarden en Groningen naar Duitsland. De weg liep destijds over de rijkswegen 7, 9, 39 en 42. Tegenwoordig wordt deze route ongeveer gevormd door de A7, N31, N355 en A7.

## Geschiedenis
In 1937 werd de hoofdverkeersroute A ingesteld. Deze letter verscheen op de kilometerpalen en hectometerpaaltjes naast de weg. In 1957 werd weglettering vervangen door de Wegnummering 1957. Hierdoor kreeg de route in eerste instantie het nummer N89 tussen Amsterdam en Groningen en E35 tussen Groningen en Duitsland. De N89 werd echter al snel de E10.